# Анцио (ракетен крайцер, 1990)
Анцио (на английски: USS Anzio (CG-68)) е ракетен крайцер на ВМС на САЩ от типа „Тикондерога“. Наречен е така в чест на Битката при Анцио през Втората световна война. Построен е в корабостроителницата Ingalls Shipbuilding в Паскагула, щата Мисисипи в САЩ. Изваден от списъците на флота на 22 септември 2022 г. в Норфолк.

## История на службата
На 6 април 2000 г. „Анцио“ заедно със самолетоносача „USS Dwight D. Eisenhower (CVN-69)“ (Дуайт Д. Айзенхауер (CVN-69)) участва в ученията в Източното Средиземноморие, на 250 мили от израелското крайбрежие. По време на ученията израелските войници по непредпазливост изстрелват ракета „Йерихон-1“ по посока крайцера, която е засечена от радиолокационната система. Обаче катастрофата е избегната: ракетата пада във водата на разстояние 40 мили от крайцера.
На 9 януари 2003 г. „Анцио“ пристига в източната част на Средиземно море в рамките на подготовката за нахлуването на коалиционните сили в Ирак. След завършването на мисията си в Средиземноморието крайцера се насочва за Персийския залив: там той отбелязва 45-я ден на служба в открито море. В залива „Анцио“ продължава службата си, поддържайки с огъня си от морето на американските сухопътни части. След обявяването от президента на САЩ Джордж Буш на военната победа на САЩ в Ирак крайцерът се насочва обратно за САЩ, връщайки се на 3 юли 2003 г., след 175 дена служба в морето. През март 2003 г. крайцерът е включен в 8-а група разрушители и крайцери.
През 2004 г. „Анцио“ участва в ежегодната Седмица на Военноморския флот, преминаваща в Ню Йорк. През януари 2007 г. той пристига към брега на Сомалия за помощ на самолетоносача „Дуайт Д. Айзенхауер“ в борбата му със сомалийските пирати. На 16 февруари 2007 г. „Анцио“ е награден с премията Battle E 2006. От 25 юни до 26 юни 2008 г. крайцерът участва в празника „Windjammer Days“ в залива Бутбей.
През 2009 г. „Анцио“ отново се насочва към бреговете на Сомалия в рамките на контратерористична операция, този път като флагмански кораб. На 15 октомври 2009 г. екипажът на кораба задържа югоизточно от Салала (Оман) търговски кораб, на който се превозват 4 тона хашиш на обща стойност 28 милиона долара. Целият незаконен товар е хвърлен в морето и там е унищожен. Корабът се планира да се извади на 31 март 2013 г. от състава на ВМС на САЩ.

## В масовата култура
- Крайцерът „Анцио“ се появява в компютърните игри Ace Combat: Assault Horizon (по време на битката за Вашингтон) и Tom Clancy's Executive Orders (като част от ескорт на транспортен конвой за Саудитска Арабия).

## Коментари
1. ↑  Буквите показват принадлежността към определен класː ВВ – линкор, СС, CL, СА – съответно линеен, лек или тежък крайцер, CV – самолетоносач, DD – разрушител, SS – подводница и т.н.